# Olimpiodor Młodszy
Olimpiodor Młodszy (gr.: Ὀλυμπιόδωρος ὁ Νεώτερος, Olympiódōros ho Neōteros, ok. 500-ok. 570) – filozof neoplatoński ze szkoły aleksandryjskiej, komentator Arystotelesa, uczeń Amoniusza, syna Hermiasza.
Olimpiodor był uczniem Amoniusza, syna Hermiasza, komentatora Arystotelesa, nauczyciela Jana Filopona i Symplicjusza. Około połowy lat 30. VI wieku przejął po swoim mistrzu katedrę filozofii w Aleksandrii. Był jednym z ostatnich pogańskich nauczycieli filozofii w VI wieku. W swoich pismach zajmował się interpretacją klasycznych tekstów filozoficznych. Zachowały się jego trzy komentarze do dialogów Platona i dwa do Arystotelesa, zasadniczo będące stenogramami z wykładów sporządzonymi przez uczniów. Chociaż Olimpiodor jawi się w swoich pismach jako wykształcony obrońca greckiego wykształcenia klasycznego, poziom filozoficzny jego komentarzy jest o wiele niższy niż prac innych uczniów Amoniusza, Filopona czy Symplicjusza. Jego prace zachowują natomiast wartość jako źródło informacji o sposobie kształcenia przez pogańskiego nauczyciela chrześcijańskich uczniów, którzy następnie robili karierę kościelną lub dworską. Olimpiodora Młodszego należy odróżnić od żyjącego w pierwszej połowie V wieku w Aleksandrii Olimpiodora Starszego, nauczyciela Proklosa. Stosunek młodszego Olimpiodora do alchemika z Aleksandrii o tym samym imieniu pozostaje przedmiotem sporu.

## Życie
O życiu Olimpiodora wiadomo bardzo niewiele. Był uczniem Amoniusza, syna Hermiasza, którego nazywa w swoich pismach „wielkim filozofem”. Ponieważ przyjmuje się, że Amoniusz zmarł pomiędzy 517 a 526 rokiem, Olimpiodor, aby móc go słuchać, musiał się urodzić najpóźniej około 500 roku. Po latach w swoim komentarzu wspomina o wykładach Amoniusza na temat platońskiego Gorgiasza, których słuchał około 515 roku. Wiadomo, że zajmował katedrę filozofii w Aleksandrii, rękopisy nazywają go „filozofem z Aleksandrii”. Ponieważ będący również uczniem Amoniusza Jan Filopon rozpoczął karierę nauczyciela około połowy lat 30. VI wieku, przy czym nie objął katedry filozofii, lecz retoryki, wydaje się prawdopodobne, że od tego mniej więcej czasu Olimpiodor został oficjalnym następcą Amoniusza. W komentarzu do Meteorologiki Arystotelesa Olimpiodor przypomina uczniom o komecie, która pojawiła się przed kilku laty na przełomie marca i kwietnia 565 roku. Informacja ta jest podstawą datowania śmierci filozofa na ok. 570 rok.
Pozycja filozofii jako dyscypliny wiedzy była za życia Olimpiodora niejednoznaczna. Z jednej strony neoplatońska filozofia pogańska wchodziła w fazę schyłkową, czego wyrazistą oznaką było zamknięcie szkoły ateńskiej w 529 roku. Z drugiej – filozofia, a zwłaszcza logika i ontologia, stały się w tym czasie elementem klasycznego wykształcenia, niezbędnego w nowych czasach dla prowadzenia subtelnych debat teologicznych. Zadecydowało to o kształcie dzieła Olimpiodora, doskonale wykształconego filozofa pogańskiego, występującego przed chrześcijańskim audytorium, który musiał brać w swych wykładach pod uwagę potrzeby, oczekiwania i zainteresowania swych uczniów. Jest oczywiste, że nie mógł wykładać Arystotelesa i Platona w ten sam sposób, co Symplicjusz, który po zamknięciu szkoły ateńskiej nie miał uczniów i nie musiał się liczyć z ich zdaniem.

## Pisma
Z prac Olimpiodora zachowały się prologomena do logiki Arystotelesa i komentarz do jego Kategorii, komentarz do Meteorologiki Arystotelesa, trzy komentarze do dialogów Platona: Gorgiasza, Fedona i Alcybiadesa I oraz Życie Platona (Olympiodori Vita Platonis) stanowiące wstęp do komentarza do Alcybiadesa I. Zachowały się również w Codex Vaticanus Urbinas Graecus 35 scholia Olimpiodorowego komentarza do Arystotelesa O interpretacji.
Olimpiodor niewątpliwie zdołał napisać o wiele więcej w ciągu swego długiego życia. W komentarzu do Kategorii wspomina o swoim komentarzu do Isagogi Porfiriusza, który potem wykorzystali Eliasz i Dawid. Z innych wzmianek wynika, że komentował również Analityki, O powstawaniu i ginięciu i O niebie Arystotelesa oraz Sofistę Platona.

## Komentator Platona
Olimpiodor rozpoczyna swój komentarz do Alcybiadesa od słów: Arystoteles pisze na początku swej „Teologii”: «Każdy człowiek ze swej natury dąży do poznania, czego dowodem jest nasza miłość postrzegania». Zaczynając mówić o filozofii platońskiej, chciałbym powiedzieć, coś lepszego, że każdy człowiek pragnie filozofii platońskiej, ponieważ każdy chce z niej wyciągnąć coś pożytecznego dla siebie. Pożytek z Platona widzi Olimpiodor w tym, że stanowi on element klasycznego wykształcenia (paideia). Jego komentarze zawierają wiele odniesień do Homera, Demostenesa, retora z II wieku Eliusza Arystydesa, Plutarcha, Epikteta i Arystotelesa oraz nie komentowanych przezeń dialogów platońskich, głównie Państwa. Olimpiodor łagodnie podprowadza swoich uczniów w stronę świata intelektualnego i czeka, aż go odkryją. Platon nie jest już w tym świecie bramą do prawdy, ale częścią dziedzictwa kulturowego. Tarrant nazywa w związku z tym Olimpiodora pierwszym klasycystą.
Każda jednostka (praxis) Olimpiodorowego komentarza jest podzielona na trzy części: na lekturę oryginalnego tekstu, następujące po niej omówienie (lexis) i bliższe czytanie (theoria). Omówienie pozwala nauczycielowi na dokonanie kilku ogólnych uwag na temat znaczenia i sensu czytanego tekstu. Bliższe czytanie przedstawia więcej szczegółów, a także filologicznych, językowych, logicznych i retorycznych obserwacji. Schemat stanowi rozwinięcie metody wypracowanej przez Proklosa. Prawda lub fałsz twierdzeń filozoficznych nie zaprząta szczególnie uwagi Olimpiodora. Współczesnych uczonych najbardziej interesują informacje o charakterze historycznym zawarte w tych komentarzach, jak na przykład informacja, że samobójstwo w tradycji orfickiej było zabronione, dlatego że wszystkie ciała należały do Dionizosa. Olimpiodor często w swych komentarzach powołuje się też na swego mistrza Amoniusza i przytacza jego wypowiedzi i związane z nim anegdoty.
Komentarze Olimpiodora są wreszcie interesującym źródłem wiedzy na temat sytuacji pogańskiego nauczyciela w chrześcijańskiej szkole w VI wieku. Olimpiodor nadal powołuje się na wyrocznie delfickie, ale imiona bogów olimpijskich, a zwłaszcza Zeusa, są albo pomijane, albo zastępowane słowem „Bóg”. Mówiąc w Gorgiaszu o „mocy Kronosa” i „mocy Zeusa” pisze: jeśli chcesz nie myśl o tych mocach jako o osobnych bytach i nie rozróżniaj ich między sobą, ale umieść je wszystkie w pierwszej przyczynie i powiedz, że są w niej zarówno intelektualne jak i żywotne moce. Swoim uczniom zwraca uwagę, by nie brali pogańskich mitów zbyt dosłownie, takie bowiem nazwy jak Zeus, Hera czy Hades stanowiły część wspólnego języka starożytnych. Uczniom, którzy zarzucają mu, że filozofowie różnią się między sobą, bo jeden mówi, że dusza jest wodą, inny że powietrzem, jeden że jest śmiertelna, inny że nieśmiertelna zaleca, by trzymali się poglądów tych, którzy są najbliżej wspólnych pojęć.

## Komentarze do Arystotelesa
Na wstępie Prologomenów do filozofii Arystotelesa Olimpiodor zachęca do studiowania filozofii Arystotelesa, która jest w jego opinii prawdziwie dobrą rzeczą i prowadzi umysł do jasnego określenia tego, co jest poszukiwane. Prologomena składają się z pięciu wykładów, w których Olimpiodor przedstawia uczniom krótki przegląd greckich szkół filozoficznych, podział prac Arystotelesa i główny cel jego filozofii, jakim jest poznanie Dobra – tożsamego z pierwszym poruszycielem jako przyczyny wszystkiego, co istnieje; porusza także kwestię wymagań intelektualnych stawianych nauczycielowi i uczniowi. Szkoły filozoficzne przedstawia, nie wdając się w ich ocenę ani w uzgadnianie ich stanowisk, nie próbuje również uzgodnić poglądów Platona i Arystotelesa.
W komentarzu do Kategorii Olimpiodor idzie za Jamblichem i innymi neoplatonikami. Komentarz ten nie posiada  podziału praxeis na dłuższe ekspozycje (theoriai) i bardziej szczegółowe analizy (lexeis).
Komentarz do Meteorologiki zaczyna się bez jakiegokolwiek wprowadzenia. Trudno powiedzieć, czy Olimpiodor wykładał uczniom kolejno również wcześniejsze traktaty: Fizykę, O niebie, O powstawaniu i ginięciu. W żadnym miejscu nie odnosi się do innych swoich wykładów, rozważa jedynie aktualny tekst, przywołując co najwyżej inne prace Arystotelesa. Tak więc mówi na przykład, że Arystoteles napisał trzy traktaty o ciałach: w O niebie zajmuje się nimi, o ile są wieczne; O powstawaniu zajmuje się początkiem i końcem ich bytowania, a Meteorologika mówi o wpływach (pathainomena), jakim podlegają. Komentarz ten napisany po 565 roku jest jedynym kompletnym tak wczesnym komentarzem do tego dzieła. Napisany o 30 lat wcześniej komentarz Filopona jest niekompletny. Olimpiodor, który musiał znać poglądy Filopona na wieczność świata i charakter piątego elementu, całkowicie je w swym komentarzu ignoruje. Podobnie jak dla Symplicjusza, dla Olimpiodora i jego uczniów Filopon wydaje się być „persona non grata”.

## Autorstwo traktatu alchemicznego
Dyskusja nad komentarzem Olimpiodora do Meteorologiki i jego tak zwanym „traktatem chemicznym” mieszczącym się w czwartej księdze komentarza prowadzi do kwestii identyczności neoplatońskiego filozofa z osobą znaną w tradycji alchemicznej pod tym samym imieniem. Cztery zachowane rękopisy traktatu stanowiącego komentarz do Kat' energeian Zosimosa z Panapolis wskazują jako jego autora Olimpiodora, filozofa aleksandryjskiego. Traktat ma charakter listu dydaktycznego skierowanego do kolegi alchemika, nazwanego w jednym miejscu „przyjacielem muz”, wyjaśnia, jak połączyć kawałki złota z oczyszczonym metalem, podkreśla znaczenie „boskiej wody”, itd. Autor zna presokratyków, których uważa za alchemików, nigdzie jednak nie powołuje się na Platona i Arystotelesa. Cytuje Zosimosa, Hermesa, Pelagiusza i „boską Marię” – znaną w tradycji alchemicznej uczoną żydowską. Bliższe badania tekstu wydają się wskazywać, że Olimpiodor Młodszy nie mógł być autorem traktatu.

## Wpływ
Nauczanie filozofii w Aleksandrii nie wygasło ze śmiercią Olimpiodora. Wychował on sobie przynajmniej dwóch wybitnych uczniów. Nie wiadomo, czy byli poganami, czy chrześcijanami, zachowane po nich traktaty zostały przekazane pod imionami Dawida i Eliasza. W swoich pracach nie tylko powołują się na swego mistrza, ale zachowują również jego metodę wykładu dzielonego na theoriai i lexeis. To samo dotyczy działającego w Konstantynopolu na początku VII wieku Stefana z Aleksandrii.
Wpływ Olimpiodora na potomnych był niewątpliwie mniejszy niż innych wielkich aleksandryjczyków. Na pewno znali go i czytali Syryjczycy i Arabowie. O syryjskich przekładach Olimpiodora wspomina arabska Kitab al-Fihrist. Komentarz do Meteorologiki przetłumaczył w IX wieku na arabski Hunajn ibn Ishak (zm. 873), a do O powstawaniu i ginięciu nieznany bliżej Ustath. Według Fihristu w X wieku komentarze do Meteorologiki i O powstawaniu i ginięciu przetłumaczył Abu Biszr Matta ibn Junus, a korekty Meteorologiki dokonał Yahya ibn Adi (zm. 974). W X wieku komentarze Olimpiodora tłumaczyli ponadto na arabski arystotelicy bagdadzcy. Za Olimpiodorem, między innymi, idzie w swej interpretacji Arystotelesa Abu al-Faradż Abd Allah ibn al-Tajjib (zm. 1043).
Bizantyńczycy korzystali głównie z Prologomenów i logicznych komentarzy Olimpiodora. Znali jego pisma Focjusz i Michał Psellos, czytał go też Barlaam z Kalabrii. Na łacińskim Zachodzie Olimpiodor nie był znany. Jego komentarz do Kategorii zachował się tylko w jednym egzemplarzu (Codex Mutinensis 69 z XIII wieku). Komentarz do Meteorologiki, podobnie jak komentarze do Platona, przetrwał w kilku rękopisach. Jedynie komentarz do Fedona zachował się lepiej.